# Кирику и магьосницата
„Кирику и магьосницата“ (на френски: Kirikou et la Sorciere) е френски анимационен филм от 1998 г., по сценарий и режисура на Мишел Осело. Извлечена от елементи от западноафриканските народни приказки, той изобразява как едно новородено момче Кирику спасява своето село от злата вещица Караба. Излиза на екран от 9 декември 1998 г. Филмът е копродукция във Франция (Exposure, France 3 Cinema, Les Armateurs, Monipoly, Odec Kid Cartoons), Белгия (Радио-телевизия Белгия), Люксембург (Studio O, Trans Europe Film) и е анимиран от студиото на Rija Studio в Латвия и Studio Exist в Унгария.
Излизат и неговите продължения – „Кирику и дивите животни“ (2005), след това се адаптира с мюзикъла „Кирику и Караба“ (2007) и „Кирику и мъжете и жените“ (2012).

## В България
В България филмът се разпространява на VHS през 2002 г. на Мейстар. Дублажът е на войсоувър в студио Александра Аудио с ръководител Васил Новаков. Ролите се озвучават от Василка Сугарева, Светлана Смолева и Георги Новаков.